# 沃尔夫冈·帕诺夫斯基
沃尔夫冈·库尔特·赫尔曼·帕诺夫斯基（德語：Wolfgang Kurt Hermann Panofsky，1919年4月24日—2007年9月24日），德国-美国物理学家。

## 奖项和荣誉
- 欧内斯特·奥兰多·劳伦斯奖 (1961年)
- 加州理工学院校友杰出服务奖 (1966年)
- 加州年度科学家奖(1967年)
- 美国国家科学奖章 (1969年)
- 富兰克林奖章 (1970年)
- 美国科学家联合会年度公共服务奖 (1973年)
- 恩里科·费米奖 (1979年)
- 利奥·西拉德奖 (1982年)
- Shoong基金会科学名人堂 (1983年)
- 希利亚德·罗德里克奖 (美国科学促进会-1991年)
- 乌普萨拉大学数学和科学学院荣誉博士学位[3]
- 马泰乌奇奖章 (1997年)
- 中国国际科学和技术奖 (2001年)

## 出版物
- Classical Electricity and Magnetism by Wolfgang Panofsky and Melba Phillips (1955, 1962, 1983, 1990)